# Bulzi
Bulzi (Bultzi in sardo) è un comune italiano di 499 abitanti della città metropolitana di Sassari. Si trova nella regione storica dell'Anglona.

## Storia
Il territorio di Bulzi è stato frequentato dall'Homo erectus nel paleolitico inferiore. 
Attraverso gli scavi archeologici sono attestate le presenze dei nuragici e dei romani. Il paese compare nelle carte medioevali del 1368.
Nel medioevo fece parte del Giudicato di Torres, nella curatoria dell'Anglona, e a partire dal XIII secolo fu governata dai monaci benedettini di Montecassino. Alla caduta del giudicato (1259) passò ai Doria, ai Malaspina e successivamente (metà del XIV secolo) agli Aragonesi. I Doria costruirono presso Bulzi e presso Perfugas due importanti castelli. Nel XVIII secolo il paese venne incorporato nel principato d'Anglona, sotto la signoria prima dei Pimentel e poi dei Tellez-Giron, ai quali fu riscattato nel 1839 con la soppressione del sistema feudale.

### Simboli
Lo stemma e il gonfalone sono stati concessi con decreto del presidente della Repubblica del 19 novembre 1999.
Il gonfalone è un drappo di giallo.

## Monumenti e luoghi d'interesse

### Architetture religiose
- Chiesa di San Pietro delle Immagini: risalente al XIII secolo, in stile romanico pisano, chiamata popolarmente Chiesa delle Immagini per il rilievo presente sulla lunetta del portale. L'esterno è caratterizzato dalla facciata bicroma arricchita da archetti in pietra biancastra. Singolare è la sua ubicazione, posta sullo sfondo delle montagne e tra i prati e le rocce dell'Anglona.[5]
- Chiesa di San Sebastiano: All'interno la chiesa conserva un raro gruppo della Deposizione lignea policroma, eseguita forse in Toscana alla fine del XIII secolo.

### Architetture civili
- Funtana Manna: complesso idrico costituito da una fontana e da tre distinte vasche, risalente al XIX secolo. Le prime due vasche, così disposte rispetto all'ingresso e facenti parte di un medesimo sistema idrico, erano in uso come lavatoio; mentre la terza, non comunicante con le altre due e posta all'esterno della cinta muraria, serviva invece da abbeveratoio.  Interessantissima, sotto l'aspetto architettonico, soprattutto la fontana. Le cui quattro bocche sono perennemente alimentate da una condotta d'acqua sorgiva del tutto separata dall'acquedotto civico.[6]

## Società

### Evoluzione demografica
Abitanti censiti

### Lingue e dialetti
La lingua che tutt'oggi si parla a Bulzi (scritto Bultzi, in sardo) è il sardo, nella sua variante logudorese. Naturalmente lo stesso logudorese segue, come in ogni paese, le sue tipiche inflessioni dialettali.
A Bulzi, così come in vari centri di lingua logudorese, si mantengono alcuni suoni particolari sotto influenza del vicino dialetto sassarese come:
- "sc" "rc" come nelle parole ischudere, ischire, archu. Si pronuncia opponendo la radice della lingua contro il palato molle e facendo passare l'aria in mezzo.
- "sth" "lth" "rdh" "rth" come nelle parole isthare, sardhu, isthoccare. Si pronuncia opponendo la punta della lingua contro il palato (come per pronunciare la lettera T) ma facendo uscire un flusso d'aria da un lato della bocca.

Altra particolarità del parlato bulzese è l'articolo plurale: i sostantivi maschili al plurale richiedono sempre l'articolo femminile. Nel bulzese non esiste l'articolo "sos", ma solo "sas" (es.: su cane, sas canes, su caddu, sas caddos, su pitzinnu, sas pitzinnos).

### Tradizioni e folclore

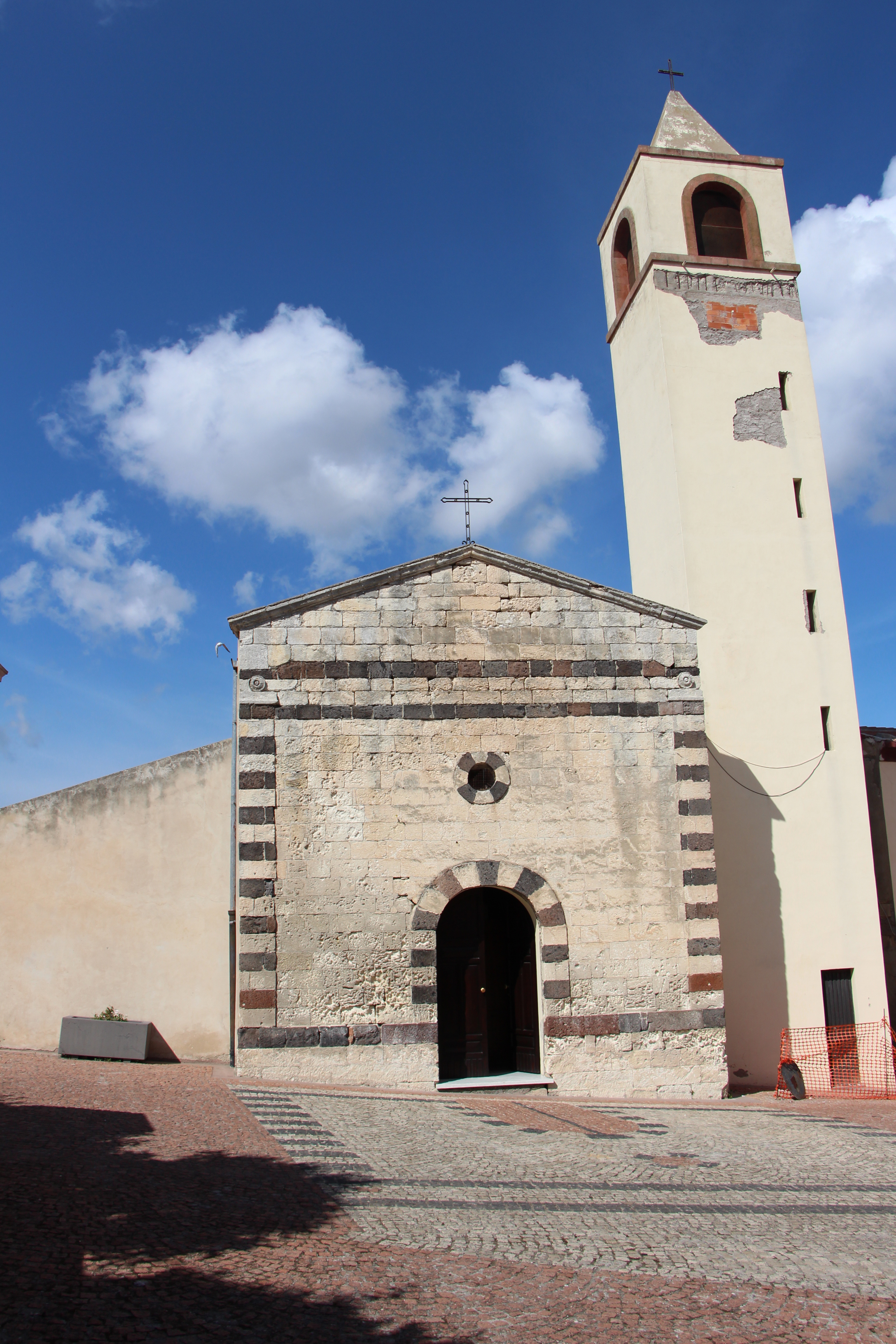
La chiesa di San Sebastiano

- 6 gennaio: Epifania (Sos tres Res in bulzese è maggiormente utilizzato Pasca 'e Annuntziu)
- 20 gennaio: S. Sebastiano Martire, patrono (Sanctu Bestianu)
- Carnevale antico (Carrasciale Antigu): "Sapadu iscasciadu" (Il sabato matto) o "Jobja de redundulos"(Giovedì dei rimasugli)
- Settimana Santa: riti e celebrazioni (sa Chida Santa)
- Pasquetta: Lunis de Pasca 'e Abrile
- Vigilia dell'Ascensione di Nostro Signore: Festa degli Ammalati (Festa de sos Malaidos)
- Ascensione di Nostro Signore: sa die de su Rughefixsu, con s'ardia (Su Caragolu) attorno al paese e alla chiesa San Pietro delle Immagini
- 24 giugno: San Giovanni Battista (Sanctu Juhanne)
- 29 giugno: Santi Pietro e Paolo (Sanctos Pedru et Paul(u))
- 15 agosto, Vergine Assunta (S'Assunta), con s'ardia (Su Caragolu)
- Dal 15 agosto al 13 settembre: Sant'Isidoro e Santa Lucia (Sanctu Isidoro et Sancta Lughìa)
- 14 settembre: Santa Croce (Sancta Rughe)
- 8 dicembre: Immacolata (Maria Chene Mancia de Peccadu)
- 24-25 dicembre: Natale (Pasca 'e Nadale)

## Cultura

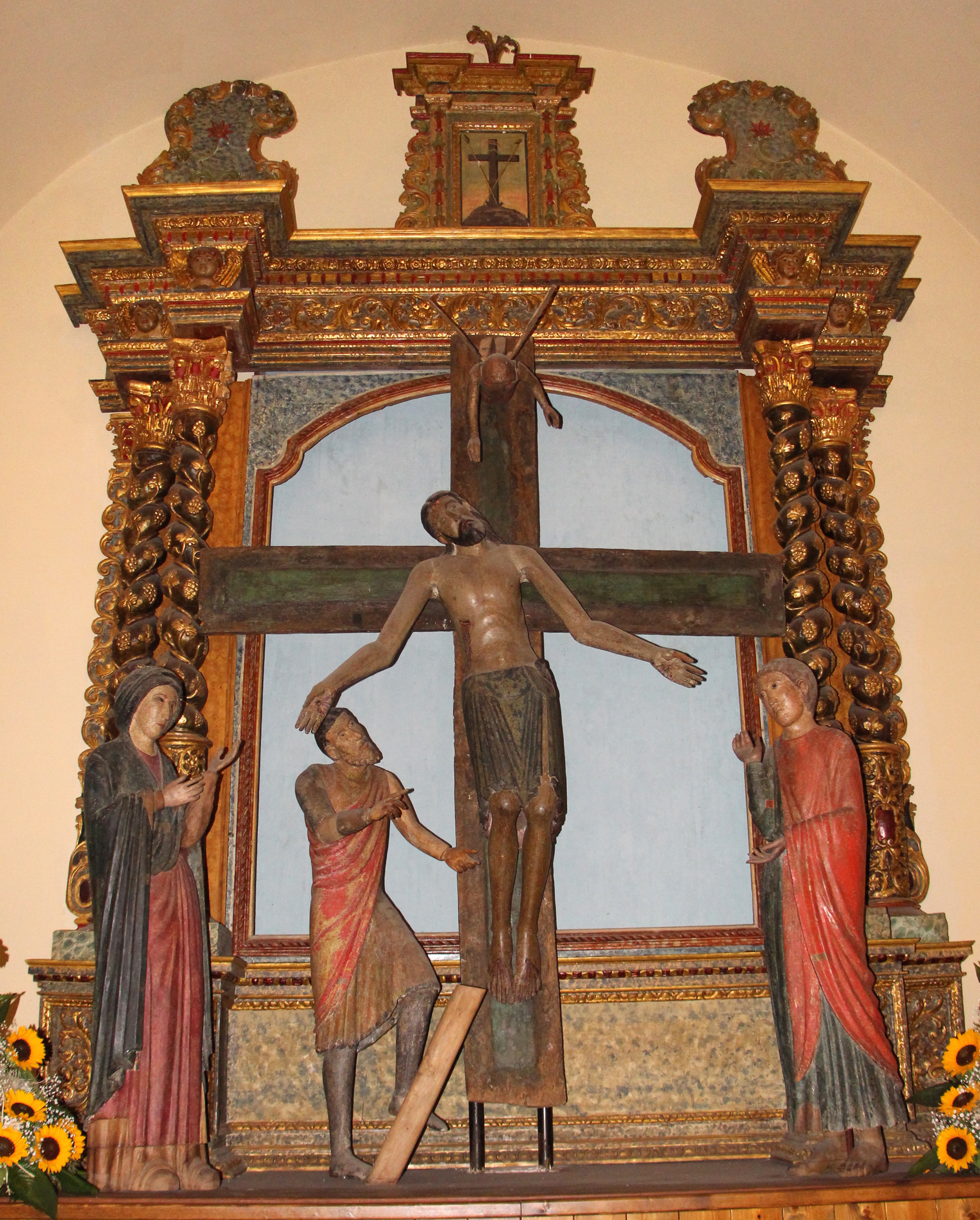
La Deposizione di Bulzi

### Musica
- At boghe 'e chiterra: Cantu a chiterra
- At boghe sicka (A voce secca. Solo voce, monodica o polifonica, senza accompagnamento musicale):
  - Cantu at cuncordu della confraternita (cunfrarìa) a quattro voci (più il falsetto, su faltzitu o quinta)
  - Cantu at cuncordu delle consorelle (cunsorres) a due o tre voci
  - Cantu at cuncordu (profano) (polifonia a 4 o 5 voci religiosa e profana)
- Strumenti della Settimana Santa
  - Matrackas
  - Tzirriolas
- Altri strumenti (pipiriolu, truvedda, piffaru, sonete)

### Balli
- Su passu o ballu mannu
- Ballu tundu / su ballitu
- Sa dansa / su dillu
- Su tres in ckimbe

### Artigianato tradizionale
- Intreccio
  - Canestri
  - Cesti e cestini
  - S'orriu
  - Palme sacre
  - Spighe votive
  - Nassette e reti per la pesca di fiume
- Tessitura
  - Lana e lino
  - Tappeti (in realtà il loro uso originale era come coperte o sottosella)
  - Bisacce
  - Cordoncini sacri e bottoni in intreccio di filo
- Calzoleria e pelletteria
  - Scarpe
  - Gambali
  - Cinturoni
  - Selle
- Lavorazione e intaglio del legno
  - Strumenti e attrezzi da lavoro
  - Mobilio

### Il costume di Bulzi

#### Il costume antico

##### Costume maschile
- Sa berrita
- Su bentone
- Su cosso
- Su gabbanu e su gabbaneddu
- Su manteddu
- Sa bertula
- Sa chinta/chintolza/tzintula
- Sas ragas
- Sas caltzones
- Sas ghettas
- Sas bottas russas
- Sas buttones (in filigrana, madreperla, filo di cotone intrecciato)

##### Costume femminile
- Su mucaloru, diverso a seconda che fosse della giovinetta, della donna adulta (talvolta sostituito da Sa Cappitta), della vedova (sa batìa, in associazione a Su Codincabu più anticamente e successivamente a Sa Cappitta) o della sposa. Le consorelle portavano un fazzoletto bianco, come le spose.
- Sa camija
- S'imbustu
- S'ijacca
- Su cansciu
- Sa bunnedda
- Sa faldita
- Sa cappita (de sa femina manna e de sa batìa)
- Su codincabu
- S'isciallu
- S'isciallitu

#### Il costume del Novecento

##### Maschile
- Sas caltzones de belludu o de frustanu (impunturati all'interno coscia o meno, la tasca è a taglio, con cuciture di decorazione. Posteriormente una tasca, a destra)
- Su bentone
- Su cosso (a differenza di quello del costume antico, il retro è di raso o di tela grigia, con cui vengono create le foderature interne dei pantaloni)
- Sa giancheta. Due tipologie: "Sa catziadora" (con le tasche intagliate comunicanti lungo il retro, nella base della giacca). Sa giancheta "normale" presenta i classici quattro archetti al carrè e la martingala applicata. Tasche, sul fronte, applicate e con "anta" con bottone.
- Sa galota o sciscìa

##### Femminile
Di influenza piemontese è stato ricostruito partendo da fotografie dell'epoca e grazie all'ausilio di persone molto anziane.

## Economia
L'economia del paese è prevalentemente di tipo agro-pastorale.

## Amministrazione
| Periodo         | Periodo         | Primo cittadino            | Partito                              | Carica  | Note   |
| --------------- | --------------- | -------------------------- | ------------------------------------ | ------- | ------ |
| 12 giugno 1994  | 24 maggio 1998  | Edoardo Multineddu         | lista eterogenea                     | Sindaco | [ 8 ]  |
| 24 maggio 1998  | 26 maggio 2002  | Lorenzo Vito Farina        | lista civica                         | Sindaco | [ 9 ]  |
| 26 maggio 2002  | 27 maggio 2007  | Leonarda Maria Pinna       | lista civica "La Svolta"             | Sindaco | [ 10 ] |
| 27 maggio 2007  | 10 giugno 2012  | Leonarda Maria Pinna       | lista civica                         | Sindaco | [ 11 ] |
| 10 giugno 2012  | 5 giugno 2016   | Italo Mattia Stefano Vacca | lista civica "Cambiare per Crescere" | Sindaco | [ 12 ] |
| 5 giugno 2016   | 11 ottobre 2021 | Edoardo Multineddu         | lista civica "Crescere Uniti"        | Sindaco | [ 13 ] |
| 11 ottobre 2021 | in carica       | Bernardo Obinu             | lista civica "Per Bulzi"             | Sindaco | [ 14 ] |